# 阿伦·谢里夫
阿伦·谢里夫（英語：Aron Sherriff，1985年10月29日—），澳大利亚男子草地滚球运动员。他曾代表澳大利亚参加2014年和2018年英联邦运动会草地滚球比赛，获得二枚银牌和一枚铜牌。